# 江畑浩規
江畑浩季（えばた ひろき、1980年9月18日 - ）は、日本の俳優。東京都出身。自身がプロデュースする演劇ユニットNO LAUGH NO LIFEのメンバーでもある。
2012年より合田誠、西口綾子、森田一美を中心としたダンスユニットKitten Dance Planetに加入。演出助手を手掛ける。
芸名を江畑浩季に改名

## 出演

### テレビドラマ
- 救命病棟24時 第7話（1999年2月16日、フジテレビ）
- 土曜ワイド劇場「特急車掌永瀬はるかの事件簿 京都－白浜オーシャンアロー殺人事件、目撃者は丘の上から犯行を見た!走る密室から消えた犯人」（1999年5月29日、テレビ朝日）
- TEAM 第7話（1999年11月24日、フジテレビ） - 恭平 役
- モーニング娘。の愛物語 第28話（2000年3月7日、テレビ東京、『モーニング娘。のへそ』内ミニドラマ）
- YASHA -夜叉- 第4話（2000年5月12日、テレビ朝日）
- 催眠 第1話（2000年7月9日、TBS）
- WATER BOYS（2003年7月1日-9月9日、フジテレビ） - 江森 役
- プレミアムステージ「太閤記 サルと呼ばれた男」（2003年12月27日） - 氏原元長 役
- 新選組! 第12-15・最終話（2004年3月28日-4月18日・12月12日、NHK） - 大村達尾 役
- FIRE BOYS 〜め組の大吾〜（2004年、フジテレビ） - 高山俊介 役
- ファンタズマ 〜呪いの館〜 EPISODE1（2004年7月4日・18日、テレビ東京） - 坂田哲也 役
- 宿命（2004年12月26日、WOWOW）
- 救命病棟24時 第3シリーズ 第2・3話（2005年1月18日・25日、フジテレビ）
- 金曜エンタテイメント「着物デザイナー 黛涼子の推理紀行4」（2005年7月1日、フジテレビ） - 十河雄樹 役
- おとなの夏休み 第1-4・8話（2005年、日本テレビ）
- 月曜ミステリー劇場「外科医零子4 ハートの240秒」（2006年2月20日、TBS） - 津久見陽介 役
- 生と死を分けた理由…アース・クエイク 平成18年春・東京大震災（2006年4月3日、日本テレビ）
- メッセージ〜伝説のCMディレクター・杉山登志〜（2006年8月28日、MBS・TBS） - 松岡（青年時代） 役
- 土曜ワイド劇場「瀬戸内しまなみ殺人海流」（2008年2月9日、テレビ朝日） - 木原昌士 役
- 土曜ワイド劇場「湘南探偵物語」（2008年2月16日、テレビ朝日） - シュウ 役
- 四つの嘘 第8話、最終話（2008年8月24日・9月4日、テレビ朝日） - 林 役
- ルパンの消息（2008年9月21日、WOWOW） - 相馬弘 役
- RESCUE〜特別高度救助隊（2009年、TBS） - 貴島健 役
- 金曜プレステージ「妻よ!実録・松本サリン事件」（2009年6月26日、フジテレビ）
- 月曜ゴールデン「サスペンス特別企画 笑顔〜15年目の嘘〜」（2009年12月7日、TBS） - 鶴岡大地 役
- 土曜ワイド劇場「救急救命士・牧田さおり7」（2010年5月1日、テレビ朝日）
- 土曜ワイド劇場 ドラマSP「刑事一代 警視庁取調官・落としの金七事件簿」（2010年5月29日、テレビ朝日）
- 本日は大安なり 第1・8話（2012年1月10日・2月28日、NHK）
- 白戸修の事件簿 第9・最終話（2012年3月23・30日、TBS） - 越前聡史 役
- 水曜ミステリー9「北海道警事件ファイル 警部補 五条聖子」（2012年10月24日、テレビ東京） - 神尾 役
- レディ・ジョーカー 第4・5話（2013年3月、WOWOW）
- 配達されたい私たち 第2話（2013年5月19日、WOWOW）
- ショムニ2013 最終話（2013年9月18日、フジテレビ） - 満帆燃料店員 役
- 月曜ゴールデン「刑事夫婦」（2014年2月3日、TBS） - 杉田治 役

### 携帯配信ドラマ
- VISION CAST 5分ムービー「ふわふわり」（2008年2月） - ユウジ 役

### ドキュメンタリー
- 世界ウルルン滞在記（2004年、MBS・TBS）
  - ラバウル 日本の歌が大好きなおじいちゃんに…江畑浩規が出会った（8月8日）
  - あの日に帰りたい!生涯一度の再開SP!!（10月3日）

### 映画
- わたしがSuki（1998年9月14日、パオ企画）
- ウルトラマンティガ&ウルトラマンダイナ 光の星の戦士たち（1998年、松竹） - 若者 役
- ローレライ（2005年） - 中村政之助 役
- LIMIT OF LOVE 海猿（2006年、東宝） - 瀬戸口滋 役
- THE 有頂天ホテル（2006年） - 御前崎 役
- うた魂♪（2008年、日活） - 香炉木淳 役
- 山桜（2008年5月31日、東京テアトル）

### 舞台
- TYPES
  - 第11回公演「KNOCKIN' ON HEAVEN'S DOOR」（2003年3月14日-16日）
  - 第15回公演「マクベス」（2004年5月26日-30日）
  - 第19回公演「リア王」（2005年8月24日-28日）
  - 第33回公演「ダウン・バイ・ロウ」（2009年3月4日-8日）
  - 第35回公演「リア王」（2009年7月28日-8月2日）
  - 第38回公演「夢の海賊」（2010年2月19日-28日）
  - 第42回公演「tropic -トロピック-」（2011年1月20日-23日）
- うちに来るって本気ですか?（2008年8月26日-31日、NO LAUGH NO LIFEによるプロデュース公演）
- クロッキオ 〜それぞれの夏〜（2010年9月19日-21日、NO LAUGH NO LIFEによるプロデュース公演）
- Kitten Dance Planet
  - vol.5「クリスマスナイト」（2011年12月14日-18日）
  - vol.6「Letter 遠位型ミオパチーという病を抱えた青年とその飼い猫の物語」（2012年8月24日・25日） - タケル 役
  - vol.7「吉原のエース＆NIGHT BELL 〜フェアリーマーチ another story〜」（2012年12月27日-30日）
  - vol.8「Letter 遠位型ミオパチーという病を抱えた青年とその飼い猫の物語」（2013年10月4日-6日）
- GooD FellowS 双の会版 vol.8「志良野 -エドモン・ロスタン「シラノ・ド・ベルジュラック」による-」（2012年10月5日-11日）
- Uwakilishi（2012年12月26日・27日）
- SUPERNOVA stage005「遠く吠えて花火をあげる」（2024年5月22日 - 6月2日） - ハラダ 役[1]